# Dunmanway
Dunmanway est une petite ville dans l'ouest du Comté de Cork en Irlande. Il y a environ 1.585 habitants dans cette ville (2011).

## Personnalités
- Darren Sweetnam (1993-) : joueur de hurling et de rugby à XV